# Phasmotaenia lanyuhensis
Phasmotaenia lanyuhensis är en insektsart som beskrevs av Huang, Y.S. och Brock 200. Phasmotaenia lanyuhensis ingår i släktet Phasmotaenia och familjen Phasmatidae. Inga underarter finns listade i Catalogue of Life.